# Trh s elektřinou
Trh s elektřinou je specifickým trhem hlavně kvůli vlastnostem elektřiny, jako primární komodity. Na rozdíl od hlavních komodit na trzích, elektřina je specifická zejména tím, že se jedná o „hromadnou“ komoditu, která se dopravuje po sítích. Na rozdíl od běžného zboží, spotřebitel si ze sítě „bere“, takže o své objednávce rozhoduje neustále v reálném čase svým skutečným odběrem ze sítě. Jejím hlavním specifikem je neskladovatelnost (jediná možnost uchování je využitím přečerpávacích vodních elektráren) a způsob dopravy (není možné identifikovat energii vyrobenou v určitém zdroji nebo ji poslat konkrétnímu spotřebiteli).
Základní rovnicí pro zajištění rovnováhy v rámci sítě je, že součet dodané energie se musí rovnat součtu odebrané energie a ztrátám. V případě nesplnění této rovnice začne docházet k přebytku výkonu a zvyšování frekvence sítě nebo nedostatku výkonu a snižování frekvence sítě. Oba tyto stavy jsou nežádoucí a bez zásahu mohou vést postupně až k výpadku dodávky elektřiny. Aby tato situace nenastala, je každá národní elektroenergetická soustava podřízena dispečinku, který pomocí regulačních energií rovnováhu výkonu zajišťuje. V ČR plní toto poslání společnost ČEPS

## Účastníci trhu s elektřinou
Evropská energetická burza v Lipsku byla založena roku 2002. Největšímu rozšiřování Evropské unie dokončeném roku 2004 předcházelo přijetí směrnice 2003/54/ES a nařízení (ES) č. 1228/2003. Tak byl trh s elektřinou v EU liberalizován. Zároveň byl směrnicí 2003/87/ES zaveden evropský systém pro obchodování s emisemi. Základním modelem trhu s elektřinou je v EU princip regulovaného přístupu k sítím (Regulated Third Party Access, rTPA), který je legislativně ukotvený Směrnicí pro vnitřní trh s elektřinou v EU č. 2009/72/ES. Z hlediska fyzické dodávky je elektřina od výrobce (velké elektrárny většinou nad 200 MW výkonu) přepravována na delší vzdálenosti páteřní přenosovou sítí a pomocí distribuční sítě pak ke spotřebiteli.

### Provozovatel přenosové soustavy (TSO)
Úkolem přenosové sítě je dálková přeprava elektřiny z míst výroby do míst koncentrované spotřeby. Zajišťuje vícenásobné propojení tak, aby výpadkem jednoho vedení nedošlo k přerušení dodávky do žádné oblasti. Přenosová soustava je propojena se sousedními přenosovými soustavami a je řízena jako jeden celek. Organizace, která se stará o provoz přenosové soustavy je tzv. operátorem/provozovatelem přenosové soustavy (Transmission System Operator, TSO). V ČR je to ČEPS, na Slovensku SEPS, v Polsku PSE, v Maďarsku MAVIR, v Rakousku APG atd. Není ale pravidlem, že každá země v EU má pouze jednoho provozovatele přenosové soustavy, například v Německu to jsou 50Hertz, TenneT, Amprion a Transnet BW.
Provozovatel přenosové soustavy spravuje přenosovou soustavu, čímž se rozumí vedení na napěťových hladinách 400 kV, 220 kV a vybrané vedení 110 kV. Na tuto činnost též potřebuje licenci, která například v ČR může být udělena pouze jednomu subjektu. Další povinností tohoto subjektu je dispečerské řízení elektroenergetické soustavy na daném území.

### Provozovatel distribuční soustavy (DSO)
Distribuční soustava má obvykle paprskovitý charakter, vychází z míst napojení na přenosovou síť a jejím úkolem je rozvádět (distribuovat) elektřinu z přenosové sítě ke spotřebitelům. V ČR je to ČEZ Distribuce a.s., EG.D, a.s. (dříve E.ON Distribuce a.s.) a PREdistribuce a.s.
Provozovatel distribuční soustavy též potřebuje licenci pro svoji činnost. Provozovatel se stará o distribuci elektrické energie ke konečným spotřebitelům a řídí její kvalitu tak, aby odpovídala zákonu.

### Obchodník
Obchodník působí jako zprostředkovatel, jehož úkolem je koncentrovat poptávku od množství konečných spotřebitelů a nabídku od množství výrobců. Také je možný přímý vztah mezi výrobcem a zákazníkem, ale má smysl pouze pro dlouhodobé dodávky mezi větším výrobcem a velkým spotřebitelem. Jeho cílem je samozřejmě maximalizace zisku, zároveň všechny obchodní transakce hlásí operátorovi trhu.

### Energetická burza
Tržní místo, kde se střetávají nabídka s poptávkou a probíhají organizované obchody. Burza usnadňuje zákazníkům pohodlnější a rychlejší obchodování s elektřinou. V ČR působí jako burza společnost PXE a.s.

### Operátor trhu
Operátor trhu zajišťuje registraci účastníků trhu a zúčtování odchylek skutečné a sjednané dodávky. Tato data pak dále poskytuje účastníkům trhu.

### Energetický regulační úřad (ERU)
Energetický regulační úřad vydává licence všem licencovaným subjektům na trhu s elektřinou. Dále pak stanovuje tarify pro regulovanou část elektřiny, u které není zajištěna hospodářská soutěž (například přenos a distribuce jsou přirozenými monopoly).
ERU byl zřízen v roce 2001 zákonem č. 458/2000 Sb. (energetický zákon) jako správní úřad pro výkon regulace v energetice. Úřad sídlí v Jihlavě a má dislokovaná pracoviště v Ostravě a v Praze. 

## Trhy podle časového hlediska
Trh s elektřinou můžeme dělit podle časového hlediska - časový horizont v jakém je elektřina obchodována.

### Blokový trh (futures market)
Na blokovém trhu se obchoduje dny, měsíce nebo i roky před samotnou dodávkou. Produkty jsou dělené na base, peak (16:00 - 23:00, 7:00 - 10:00) a off-peak (13:30 - 16:00, 23:00 - 7:00) produkty a podle časového období na roční, čtvrtroční a roční produkty.

### Denní trh (day ahead)
Obchoduje se na den dopředu a obchod probíhá formou 24 aukcí. Výstupem z aukce je výsledná cena a zobchodované množství.

### Vnitrodenní trh (intraday)
Obchoduje se formou průběžného obchodování. Obchoduje se dodávka na minimálně hodinu předem. Tato forma obchodování je určena hlavně pro účastníky trhu, kteří mají neplánovaně nedostatek nebo přebytek energie.

### Vyrovnávací trh
Provozovatel přenosové soustavy řídí centrální nabídku a poptávku. Obchod se uzavírá 30 minut před začátkem dodávky a provozovatel přenosové soustavy zde může nakoupit regulační energii.

## Obchodování s elektřinou
Obchodování s elektrickou energií dospělo do stavu, který je svou povahou velmi podobný obchodování s komoditami a jinými investičními nástroji. Tento charakter obchodování je potvrzen i legislativně implementací tzv. MiFID (Markets in Financial Instruments Directive), EMIR (European Market Infrastructure Regulation) a REMIT (Regulation on Wholesale Energy Market Integrity and Transparency). V praxi to znamená, že na obchodování se vztahují obdobná pravidla jako na poskytování jiných investičních služeb. 

### Bilaterální obchodování (OTC)[7]
Bilaterální obchodování (Over the Counter trh) je jedním ze základních typů obchodování. Dvě protistrany se dohodnou na uzavření transakce, podepíší smlouvu, kde definují předmět dodávky, cenu a případně sankce za nedodržení kontraktu, a pak následuje realizace dané transakce. Nárůst počtu transakcí si vynutil jasnou standardizaci kontraktů, produktů a rizik spojených s obchodováním. Z toho důvodu byly vytvořeny vzorové smlouvy, které rámcově řešily veškeré vztahy mezi dvěma subjekty obchodování a jednotlivé transakce byly realizování formou dodatků k těmto rámcovým smlouvám.
Rámcová smlouva EFET, European Federation of Energy Traders - základní dokument je členěn na 3 části: základní textová část, dodatky smlouvy a election sheet. Tato rámcová smlouva se stala celoevropským standardem pro OTC obchodování.

### Obchodování prostřednictvím brokerských platforem
„Brokerem“ je v obchodu s elektřinou označována společnost, která zprostředkovává obchod mezi dvěma obchodníky, účastníky trhu s elektřinou. Broker sám nevstupuje do transakce, je pouhým prostředníkem mezi dvěma subjekty a pomáhá jim uzavřít transakci na bilaterální bázi. Brokerské obchody se od bilaterálních liší pouze tím, že u uzavření transakce asistoval broker, který si účtuje poplatek, který je závislý na objemu uzavřených transakcí.

### Obchodování na burze
Standardizace produktů, vyšší likvidita a snaha o získání transparentních cenotvorných platforem vedla k rozvinutí obchodování na burzovních platformách. Burzovní obchodování je na rozdíl od bilaterálním transakcím či transakcím provedeným přes brokerské platformy absolutně anonymní a protistranou každého obchodu je burza, resp. její centrální protistrana, která se stává protistranou každého obchodu. Má-li daný účastník zájem o obchodování na burze, musí splnit podmínky, které si příslušná burzovní platforma stanovuje. Požadavky jsou většinou administrativního charakteru, např. doložení existence dané právnické osoby, prezentace hospodářských výsledků společnosti, vykonání zkoušek odborné způsobilosti obchodování na příslušné burze apod. 